# Alberto do Carmo Bento Ribeiro
Alberto do Carmo Bento Ribeiro (* 21. Dezember 1941 in Luanda) ist ein angolanischer Politiker und Diplomat.

## Leben
Er besuchte in Luanda die Grund- und Sekundarschule und studierte dann von 1962 bis 1966 Elektrotechnik an der RWTH Aachen. Außerdem absolvierte er ein Studium an der Universität Lissabon. In Deutschland war er für eine Computerfirma tätig. Ribeiro war von 1968 bis 1975 Direktor der Telekommunikationsdienste der angolanischen Befreiungsbewegung. Nach der Unabhängigkeit Angolas war er ab 1975 in verschiedenen Funktionen für die angolanische Regierung tätig. Nach einer Tätigkeit als Staatssekretär für Telekommunikation, Post und zivile Luftfahrt von 1975 bis 1978, war er von 1978 bis 1980 Minister für Industrie für Industrie, Energie, Geologie, Bergbau und Erdöl. Zeitweise war er Ko-Vorsitzender der gemischten Kommission für wirtschaftliche Zusammenarbeit Angolas mit Italien. Von 1980 bis 1984 war er Minister für Industrie, Geologie und Bergbau, 1980 bis 1986 war er außerdem Mitglied der Nationalversammlung Angolas und ihr stellvertretender Vorsitzender. Ab 1984 war er Dozent für Nachrichtentechnik an der Ingenieurwissenschaftlichen Fakultät der Universidade Agostinho Neto in Luanda.
Er trat dann in den diplomatischen Dienst Angolas ein. 1989 wurde er angolanischer Botschafter für den Siedlungsprozess für die Unabhängigkeit Namibias. Ab 1990 war er Botschafter in Namibia. 1994 wurde er Botschafter in Simbabwe und 2000 in der Angolanische Botschaft in Berlin in Deutschland. Ab 2001 war er zugleich auch Botschafter in Tschechien. Ab 2011 war er angolanischer Botschafter in den USA. 2014 übernahm er die Funktion als angolanischer Botschafter in den Niederlanden.
Er ist mit Maria Odete Bento Ribeiro verheiratet und Vater von fünf Kindern. Alberto do Carmo Bento Ribeiro ist katholischen Glaubens. Neben Portugiesisch spricht er Französisch, Englisch, Deutsch und Spanisch.